# Steffen Groth
Steffen Groth (* 16. září 1974 Západní Berlín) je německý herec a režisér.

## Životopis
Jeho otcem je trumpetista Konradin Groth. Studoval na divadelní akademii Ernst Busche v Berlině. Svou kariéru začal jako divadelní herec. V roce 1996 si zahrál ve hře Rogera Vitraca, Viktor aneb Dítka u moci. O rok později nastoupil do divadla Maxima Gorkého. Dále v roce 1999 ztvárnil roli Edgara Wibeaua v jevištní verzi románu Utrpení mladého Werthera. V sezóně 2003/2004 nastoupil do divadla Hanse Otta v Postupimi jako voják Petr ve hře Maxe Frischse, Andorra.
Pracuje též jako rozhlasový moderátor a též nahrál několik audio knih, kdy četl romány Marca Elsberga, Roberta B. Parkera či Michaela Lüderse.

### Osobní život
Hovoří plynně anglicky a francouzsky. Má dvě děti, dceru a syna. Je vegetariánem a i své děti vede k bezmasé stravě. V roce 2010 podpořil vegetariánskou kampaň organizace za práva zvířat PETA. Též se zavázal k podpoře organizace CARE. Začátkem roku 2014 působil v iniciativě mladí muži v Kosovu. Během desetidenního hereckého workshopu se snažil mladíky zbavit genderových stereotypů a předat prevenci proti drogám a násilí.

## Filmografie
| Rok       | Název                                                | Role                                   | Poznámky                                                        |
| --------- | ---------------------------------------------------- | -------------------------------------- | --------------------------------------------------------------- |
| 1997      | Freunde wie wir                                      | Louis                                  | televizní seriál, epizoda: „Montag früh und andere Schrecken“   |
| 1997      | Zwischen den Feuern                                  | Thomas                                 | televizní film                                                  |
| 1998      | Das Finale                                           | Andreas                                | televizní film                                                  |
| 1999      | Dunkle Tage                                          | Fabian Groll                           | televizní film                                                  |
| 1999      | Benzin im Blut                                       | Klaus                                  | televizní seriál, epizoda: „Verwirrung der Gefühle“             |
| 1999-2002 | Die Strandclique                                     | Rai Bartholdy                          | televizní seriál, 39 epizod                                     |
| 2000      | Anke                                                 | Kai                                    | televizní seriál, epizoda: „Anke, mein Freund steht auf Männer“ |
| 2000      | Na plný plyn                                         | Ron                                    | televizní seriál, epizoda: „Amok“                               |
| 2001      | Žofie - malá sestra Sissi                            | Edgar                                  | televizní film                                                  |
| 2001      | Unser Pappa                                          | Arnulf                                 | televizní film                                                  |
| 2002      | Bobby                                                | Marc                                   | televizní film                                                  |
| 2002      | Šance na zhubnutí                                    | Vic                                    | televizní film                                                  |
| 2002      | So schnell Du kannst                                 | Marcus                                 | televizní film                                                  |
| 2002      | Auch Engel wollen nur das Eine                       | Arthur                                 | televizní film                                                  |
| 2003      | Motown                                               | Vince                                  |                                                                 |
| 2003      | Liebe süß-sauer: Die Verlobte aus Shanghai           | Tommi                                  | televizní film                                                  |
| 2003      | SOKO München                                         | Frederic Weber                         | televizní seriál, epizoda: „Der Hammer fällt“                   |
| 2004      | Zvláštní jednotka, Lipsko                            | Christoph Küfer                        | televizní seriál, epizoda: „Die Schlangengrube“                 |
| 2004      | Unser Pappa - Herzenswünsche                         | Arnulf Hagenau                         | televizní film                                                  |
| 2004      | Zucker                                               | Thomas Zuckermann                      |                                                                 |
| 2005      | Moje sestra a já                                     | Georges                                | televizní film                                                  |
| 2005      | Ve jménu zákona                                      | Lutz Manteuffel                        | televizní seriál, epizoda: „Ein fast perfekter Mord“            |
| 2005      | Moře lásky: Letní romance                            | Harald Blomquist                       | televizní film                                                  |
| 2005      | Vraždy v Kitzbühelu                                  | Sebastian Kahn                         | televizní seriál, epizoda: „Himmelfahrt“                        |
| 2005      | Odvážní andělé                                       | Peter Foster                           | televizní seriál, epizoda: „Auf die Plätze, fertig... tot“      |
| 2005      | Crazy Partners                                       | Kozack                                 | televizní film                                                  |
| 2005      | Poldové z Rosenheimu                                 | Marcus Bichl                           | televizní seriál, epizoda: „Eine Leiche on the Rocks“           |
| 2005      | Noch einmal lieben                                   | Nicolas                                | televizní film                                                  |
| 2006      | FC Venus                                             | Eric Polgar                            |                                                                 |
| 2006      | Polizeiruf 110                                       | Heiko Remscheidt                       | televizní seriál, epizoda: „Bis dass der Tod Euch scheidet“     |
| 2006      | Kámoš                                                | Frank                                  |                                                                 |
| 2006      | Der Aufreißer                                        | Oli                                    | krátký film                                                     |
| 2006      | Zwei Engel für Amor                                  | Tim                                    | televizní seriál, 2 epizody                                     |
| 2007      | Kein Geld der Welt                                   | Jonas                                  | televizní film                                                  |
| 2007      | Alles außer Sex                                      | Joshua Weizmann                        | televizní seriál, 4 epizody                                     |
| 2007      | Heimweh nach drüben                                  | Martin Busemann                        | televizní film                                                  |
| 2007      | Erlkönig                                             | Achim                                  | televizní film                                                  |
| 2007      | SOKO Wismar                                          | Viktor „Vik“ Angel                     | televizní seriál, epizoda: „Todesmelodie“                       |
| 2008      | SOKO München                                         | Lutz Kottke                            | televizní seriál, epizoda: „Der Nachfolger“                     |
| 2008      | Princ ze sousedství                                  | Sebastian Dahl                         | televizní film                                                  |
| 2008      | Vier Tage Toskana                                    | Stefan Korten                          | televizní film                                                  |
| 2008      | Rodina doktora Kleista                               | Heiner Hauser                          | televizní seriál, epizoda: „Heimlichkeiten“                     |
| 2008-2010 | Die Pfefferkörner                                    | Roman Che Theede                       | televizní seriál, 14 epizod                                     |
| 2009      | Saze štěstí                                          | Kai Urban                              | televizní film                                                  |
| 2009      | In aller Freundschaft                                | Bernd Sauer                            | televizní seriál, epizoda: „Turbulenzen“                        |
| 2009      | Kobra 11                                             | Jonas Wirth                            | televizní seriál, epizoda: „Im Aus“                             |
| 2009      | Schillerstraße                                       | Arzt                                   | televizní seriál, epizoda: „Das Check-Up“                       |
| 2009      | Doktor Martin                                        | Jörn                                   | televizní seriál, epizoda: „In Gedanken bei Dir“                |
| 2009      | Ninja Assassin                                       | hlídač                                 |                                                                 |
| 2009      | Dora Heldt: Urlaub mit Papa                          | Johann Thies alias Sebastian von Ahnen | televizní film                                                  |
| 2009      | Das Traumschiff                                      | Benjamin „Benny“ Munk                  | televizní seriál, epizoda: „Emirate“                            |
| 2009-2011 | Deník doktorky                                       | Alexis von Buren                       | televizní seriál, 10 epizod                                     |
| 2009-2011 | Großstadtrevier                                      | Hauke Jessen                           | televizní seriál, 21 epizod                                     |
| 2010      | Das Leben ist zu lang                                | Bernard/Leonard von Kitzbühl           |                                                                 |
| 2010      | Kriminálka Stuttgart                                 | Arne Krohn                             | televizní seriál, epizoda: „Tödliche Falle“                     |
| 2010      | Speciální tým Kolín                                  | Jan Ansbacher                          | televizní seriál, epizoda: „Der Feind an meiner Seite“          |
| 2011      | Sami proti času                                      | Wolf Weller                            | televizní seriál, epizoda: „8:00“                               |
| 2011      | Das Traumschiff                                      | Tobias Förster                         | televizní seriál, epizoda: „Kambodscha“                         |
| 2011      | Rodinné štěstí                                       | Michael Vandenberg                     | televizní film                                                  |
| 2011      | Rosamunde Pilcherová: Zmatená láska                  | Jamie Palmer                           | televizní film                                                  |
| 2011      | Policie Hamburk                                      | Jan Koperski                           | televizní seriál, epizoda: „Geld oder Liebe“                    |
| 2012      | Poslední polda                                       | Karsten Wollmer                        | televizní seriál, epizoda: „Ein echter Held“                    |
| 2012      | Přes noc sedmdesátkou                                | Mark                                   | televizní film                                                  |
| 2012      | Láska ze spermabanky                                 | Richard                                | televizní film                                                  |
| 2012      | Nepohodlný svědek                                    | Olli                                   | televizní film                                                  |
| 2012      | Es kommt noch dicker                                 | Roman Berger                           | televizní seriál, epizoda: „Der Friseur“                        |
| 2012      | Auf Herz und Nieren                                  | Adrian Braun                           | televizní seriál, epizoda: „Der Mann, den es nie gab“           |
| 2012      | Der Weihnachtsmuffel                                 | Hauke Jessen                           | televizní film                                                  |
| 2013      | Léto v Itálii                                        | Kai                                    | televizní film                                                  |
| 2013      | Mein Vater, seine Freunde und das ganz schnelle Geld | Axi                                    | televizní film                                                  |
| 2013      | Doc Meets Dorf                                       | Dr. David Habenberg                    | televizní seriál, 2 epizody                                     |
| 2013      | Einmal Hans mit scharfer Soße                        | Hannes                                 | televizní film                                                  |
| 2014      | Dating Daisy                                         | Marcus                                 | televizní seriál                                                |
| 2014-2016 | Binny a duchové                                      | Ronald                                 | televizní seriál, 22 epizod                                     |
| 2015      | Opa, ledig, jung                                     | Werner                                 | televizní film                                                  |
| 2015      | Ein starkes Team                                     | Stefan Kiesling                        | televizní seriál, epizoda: „Tödliche Verfühung“                 |
| 2015      | Marry Me!                                            | Robert                                 |                                                                 |
| 2016      | Sibel & Max                                          | Alexander Matzek                       | televizní seriál, epizoda: „Vergeben und vergessen“             |